# Darwen
Darwen – miasto w Wielkiej Brytanii, w Anglii, w regionie North West England, w hrabstwie ceremonialnym Lancashire, w dystrykcie (unitary authority) Blackburn with Darwen. W 2001 r. miasto liczyło 31 570 mieszkańców. Rozciąga się na powierzchni 7,58 km². 
W tym mieście ma swą siedzibę klub piłkarski - Darwen F.C.